# رحمت مصطفوي
رحمت الله مصطفوي (31 ديسمبر 1919 - حوالي 20 مايو 1984) كاتب، حقوقي ومحامي وصحفي إيراني. 

## حياته
ولد يوم 31 ديسمبر 1919 في طهران. بدأ الصحافة من المدرسة الثانوية. تخرج بكالوريوس في القانون من جامعة طهران ودكتوراه من جامعة باريس. كما درس الأدب الإنجليزي في جامعة كولومبيا في نيويورك. قضى عدة سنوات في الخدمات الحكومية في وزارت عديدة وكان رئيس المكتب الإعلامي لوزارة الخارجية الإيرانية. له مؤلفات کثيرة في مختلف المجالات. توفي بسبب حادث مرور في مايو 1984.

## مؤلفاته
- جولة حول العالم
- قوس قزح
- طهران الديموقراطي
- خطأ
- انتحار
- عشيقة وصديقها
- مناقشة موجزة حول صاق هدايت